# Karl Ludwig von Le Coq

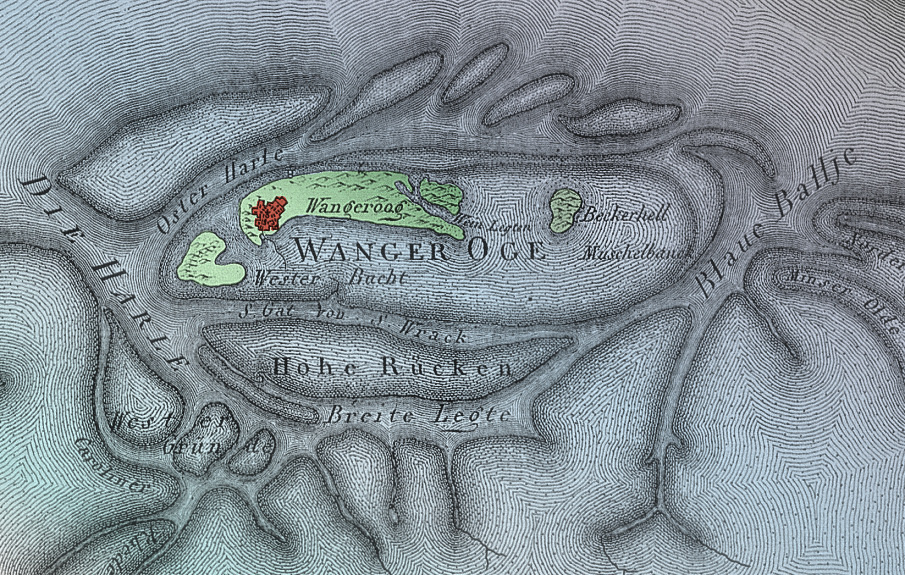
Karte von Wanger Oge (Wangerooge), damals noch mit 3 Teilinseln, durch Karl Ludwig von Le Coq 1805

Hochauflösende Karte eines Teils von Ostwestfalen-Lippe, Le Coq, 1805

Karl Ludwig Jakob Edler von Le Coq, auch Ludwig von Lecoq (* 23. September 1757 in Eilenburg; † 14. Februar 1829 in Berlin), war ein preußischer Generalmajor und Kartograf.

## Leben

### Herkunft
Karl Ludwig war jüngster Sohn des sächsischen Generalleutnants Jean Louis von Le Coq (1719–1789) und dessen Ehefrau Susanne Charlotte, geborene Bitaube (* 1731). Sein Bruder war der sächsische Generalmajor Karl Christian Erdmann von Le Coq.

### Militärkarriere
Le Coq trat 1760 in sächsische Dienste und begann 1770 seine Offizierslaufbahn als Sous-Lieutenant im Regiment „von Riedesel“, wo er 1779 Kapitän und Kompaniechef wurde. Im April 1787 dimittierte er aus der Sächsischen Armee und trat im Mai als Major an die Spitze des Füsilierbataillons „Legat“ der Preußischen Armee in Magdeburg. Im Dezember dem Generalstab zugeteilt, nahm er 1792 im Stab des kommandierenden Herzogs von Braunschweig am Ersten Koalitionskrieg teil. Bei der Belagerung von Mainz verdiente er sich den Orden Pour le Mérite.
Der Herzog war nach dem Frieden von Basel 1795 Chef der preußischen Observationsarmee in Nordwestdeutschland zur Überwachung der Demarkationslinie mit Frankreich. Le Coq stieg als Oberst zu seinem Generalquartiermeisterleutnant auf. In dieser Eigenschaft begann er mit der Kartografierung Westfalens. Während des Feldzugs von 1792/95 hatte Le Coq das Vertrauen des Königs Friedrich Wilhelm II. und des Thronfolgers Friedrich Wilhelm erworben. Beide Könige verwendeten ihn für schwierige Missionen, die Le Coq 1801 bis nach Sankt Petersburg führten. Um 1800 vermittelte Le Coq die Übernahme des Militärtheoretikers Scharnhorst in den preußischen Dienst und war 1802 eines der ersten Mitglieder von dessen Militärischer Gesellschaft in Berlin.
Hohes Ansehen erwarb sich Le Coq als Kartograf. Angeregt vom Kartenwerk „Géométrique de la France“ von Jean Dominique Comte de Cassini entstand unter seiner Leitung in den Jahren 1795 bis 1805 das topografische Kartenwerk „Große Karte von Westphalen“ im Bereich des damaligen Herzogtums Westfalen und des linken Niederrheins in 20 Sektionen. Darin enthalten sind Karten der Ostfriesischen Inseln, die zu dieser Zeit andere Landflächen als heute hatten. Unter seiner Leitung arbeitete auch der Leutnant von Steinmetz, der die Karten der Grafschaften Rietberg und Steinfurt sowie der Fürstentümer Paderborn und Waldeck erstellte.
Friedrich Wilhelm III. ehrte Le Coq 1801 mit der Stelle des Kommandeurs en chef des Potsdamer Grenadier-Gardebataillons Nr. 6. Es war aus dem Leibgarderegiment der „Langen Kerle“ hervorgegangen und führte nun bis zu seinem Untergang nach der Schlacht von Jena und Auerstedt im Jahre 1806 den Namen „Le Coq“. In Potsdam wurde Le Coq in die Prüfungskommission für künftige Generalstabsoffiziere berufen, arbeitete weiter an seinem Kartenwerk, wurde im Mai 1803 zum Generalmajor befördret und gründete 1804 eine Junkerschule.
Als im Jahr 1806 der Krieg gegen Frankreich bevorstand, wurde Le Coq im September das Kommando über die Observationstruppen an der Ems übertragen. Nachdem er die Nachricht von den Niederlagen bei Jena und Auerstädt empfangen hatte, erschien er nach einem missglückten Versuch, in Richtung Elbe voranzukommen, am 24. Oktober vor der preußischen Festung Hameln. Zusammen mit seiner Truppe standen dort Ende Oktober 1806 unter seinem und dem Kommando der Generäle Johann Friedrich Wilhelm von Schoeler und Christian Alexander von Hagken etwa 9.000 Mann. Nach Scharmützeln und Vorpostengefechten mit anrückenden Franzosen zogen sie sich in die Festung Hameln und ihre Befestigungsanlagen auf dem Klüt zurück. Am 20. November 1806 übergab Le Coq die mit Lebensmitteln und Munition reichlich ausgestattete und voll verteidigungsbereite Festung dem General Savary der mit 6.000 Soldaten ohne Artillerie aufmarschiert war. Nach den Kapitulationsbedingungenen sollten die Offiziere auf das Ehrenwort, im weiteren Feldzug nicht mehr gegen Frankreich zu kämpfen, freigelassen und alle anderen Soldaten in die Gefangenschaft nach Frankreich geführt werden. Dies hatte einen Aufruhr der Soldaten zur Folge, die betrunken, plündernd und schießend durch die Straßen zogen. Le Coq kehrte nach Potsdam zurück und beantragte einen Wechsel in dänische Dienste. Der König untersagte ihm, Preußen zu verlassen.
Le Coq wurde im Dezember 1809 nach der Bewertung seines Verhaltens durch die Immediatkommission zur Untersuchung der Kapitulationen der Festungen kassiert, zu lebenslanger Haft verurteilt und in der Festung Spandau inhaftiert. Ab Januar 1810 war es ihm gestattet, seinen Arrest in der Stadt Spandau abzusitzen und ab 1812 sein Gut in Pichelsdorf zu besuchen. Ein Gnadengesuch lehnte der König jedoch ab. Bei Beginn der Erhebung Preußens im April 1813 durfte er seinen Wohnsitz in Oranienburg nehmen. Nach dem Frieden wurde er 1814 begnadigt und ließ sich in Berlin nieder. Vereinsamt und langsam erblindend, arbeitete Le Coq weiter an seinem Kartenwerk und veröffentlichte es weiterhin. Verwitwet und völlig erblindet starb er am 14. Februar 1829 in Berlin und wurde auf dem Französischen Friedhof beigesetzt. Sein Kartenwerk Westfalens wurde von General Karl von Müffling ergänzt und fortgesetzt.

### Familie
Le Coq war mit Marie Charlotte Lautier (1760–1826) verheiratet. Das Paar hatte vier Kinder, von denen zwei Töchter das Erwachsenenalter erreichten:
- Pauline Amalie (1787–1863) ⚭ 1809 Ludwig von Below (1779–1859), preußischer Generalleutnant
- Ulrike (1792–1882) ⚭ 1818 August von Winterfeldt (1789–1864), preußischer Kammergerichtsrat, Ritterschaftsrat

## Werke
- Topographische Karte in 22 Blättern den größten Theil von Westphalen enthaltend, so wie auch das Herzogthum Westphalen und einen Theil der hannövrischen, braunschweigischen u. heßischen Länder ; nach astronomischen und trigonometrischen Ortsbestimmungen / hrsg. vom General-Major von LeCoq im Jahr 1805. Gest. von Carl Jäck (u. a.). - Berlin, ca. 1805. Digitalisierte Ausgabe der Universitäts- und Landesbibliothek Düsseldorf